# دراكنجارد 3
دراكنجارد 3 المعروفة في اليابان باسم دراج-ون دراجون 3 هي لعبة فيديو تقمص أدوار تم تطويرها بواسطة أكسس جيمز ونشرتها سكوير إنكس حصرياً لبلاي ستيشن 3. وهي اللعبة الثالثة في سلسلة دراكنجارد وتعتبر افتتاحية للعبة الأصلية. وتتميز اللعبة، مثل بقية السلسلة، بمزيج من المعارك الأرضية والمعارك الجوية. تركز القصة على زيرو؛ وهي امرأة يمكنها التلاعب بالسحر من خلال أغنية، والتي شرعت في قتل شقيقاتها الخمس اللاتي يحكمن مناطق العالم بالتعاون مع تنين يُدعى ميخائيل. وأثناء سفر زيرو، يكتشف اللاعب السبب الحقيقي وراء ثورتها.
تم تطوير اللعبة لتلبية احتياجات جماهير ألعاب تقمص الأدوار، وقد تم تطويرها من قبل نفس الفريق الذي أنشأ لعبة دراكنجارد الأصلية ومسلسل نير، بمن فيهم المنتج تاكاماسا شيبا، والمخرج يوكو تارو والكاتب سوكو ناتوري. قام بتلحين الموسيقى كييتشي أوكابي، الذي سجل أيضاً نير. وعلى عكس الأجزاء السابقة من السلسلة، طور الفريق اللعبة في شركة أكسس جيمز؛ نظراً لتجربة الشركة في تطوير عناوين الحركة ورغبة الفريق في معالجة الانتقادات التي وُضعت في طريقة اللعب في ألعاب دراكنجارد السابقة. تلقت اللعبة مراجعات ومبيعات متباينة إلى إيجابية في اليابان ومراجعات مختلطة في الغرب. وبشكل عام، تمت الإشادة بطريقة اللعب وأرضيتها وبالقصة، في حين تضمنت الانتقادات الشائعة طريقة لعب التنين والرسومات والمشكلات الفنية المتعددة.

## وصلات خارجية
- الموقع الرسمي